# Silberrücken

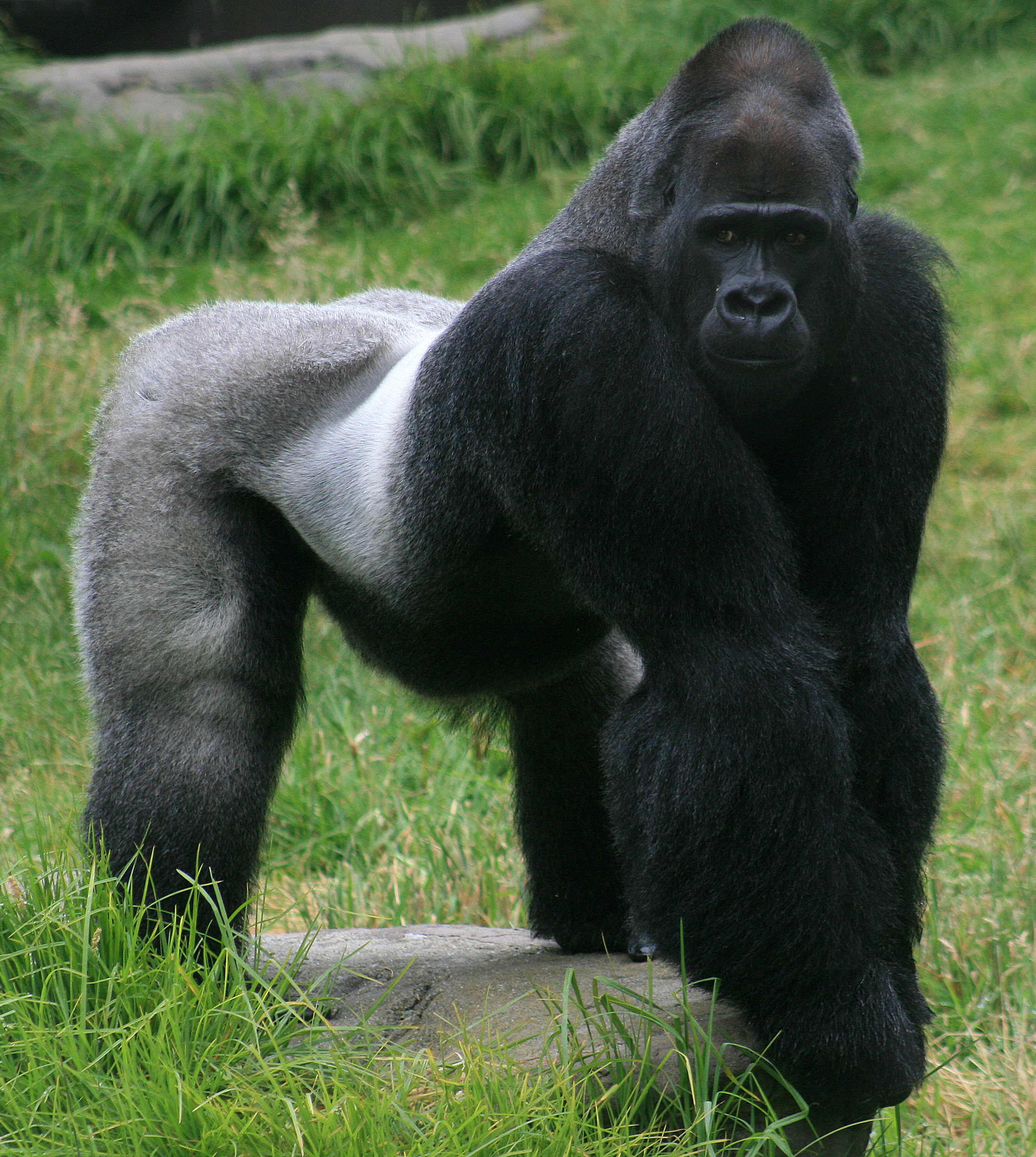
Silberrücken im Zoo von San Francisco

Als Silberrücken wird ein erwachsener männlicher Gorilla etwa ab dem 12. Lebensjahr wegen seines charakteristischen silbrig-grauen Fells bezeichnet.
Während die helle Färbung bei den Östlichen Gorillas auf den Rücken beschränkt bleibt, kann sie sich bei den Westlichen Gorillas auch auf die Hüften und Oberschenkel erstrecken. Weitere Besonderheiten sind die langen Eckzähne, ein besonders großer Kehlsack (zur Verstärkung des Schalls beim Brusttrommeln) sowie ein ausgeprägter Scheitelkamm, die der männliche Gorilla mit der Zeit entwickelt.
Die Körpergröße eines Silberrückens beträgt durchschnittlich 1,7 Meter und er wiegt bis zu 230 Kilogramm. Die Lebenserwartung in der Wildnis liegt bei 35 bis 40 Jahren, Ozzie im Zoo Atlanta wurde 61 Jahre alt.
Als Silberrücken werden im übertragenen Sinne (und oft ironisch) auch ältere, etablierte und einflussreiche Personen bezeichnet.

## Gruppenverhalten
Dominante Silberrücken sind Anführer ihrer jeweiligen Familie bzw. Gruppe, die bis zu etwa 30 Tiere umfassen kann. Sie tragen Verantwortung für den Zusammenhalt, die Sicherheit und das Wohlergehen ihrer Familie. Sie schlichten interne Konflikte und treffen alle notwendigen Entscheidungen, wie zum Beispiel hinsichtlich Zeitpunkt und Richtung der Wanderschaft ihrer Gruppe auf der Suche nach den besten Futterplätzen. Sie stellen sich sowohl der Herausforderung durch einen anderen Silberrücken, der die Gruppe übernehmen möchte, als auch der Bedrohung durch menschliche Wilderer. Daher haben sie naturgemäß die volle Aufmerksamkeit der Gruppe, die sich meist um den Silberrücken schart. Dabei ist die physische Nähe zu ihm ein Indiz für den Rang der übrigen Mitglieder, insbesondere den der Weibchen. Die Unterstützung durch die Weibchen ist entscheidend für den Bestand der Gruppe – wenn sich der Anführer nicht ihren Respekt verdient, werden sie mit ihren Kindern die Gruppe verlassen und sich auf die Suche nach einem geeigneteren Kandidaten machen.
Neben dem führenden Silberrücken kann es in einer Gruppe auch weitere, nicht dominante Silberrücken geben. Diese werden jedoch versuchen, ihm die Führung streitig zu machen, wenn sie die Zeit dafür gekommen sehen. Zwar verlassen männliche Gorillas ihre Ursprungsfamilie üblicherweise im Alter von elf Jahren, manchmal bleiben sie aber auch in der Gruppe und übernehmen die Familie ihres Vaters, wenn er sich auf Grund seines Alters gezwungen sieht, die Führung abzugeben.
Beim Tod des Anführers – sei es durch Krankheit, Unfall oder eine tödliche Auseinandersetzung mit Wilderern – zerfällt normalerweise seine Familie und sie sucht nach einem anderen dominanten Männchen, das ihr den nötigen Schutz bietet. Bei den Berggorillas der Virunga-Vulkane führt ein Silberrücken seine Familie durchschnittlich nur 4,7 Jahre lang, ehe er stirbt oder von einem Rivalen entmachtet wird. Diese Rivalität hat zur Folge, dass erwachsene männliche Tiere oft lange Zeit als Einzelgänger leben, bevor sie sich die Führung einer Gruppe erstreiten bzw. nachdem sie diese abgeben müssen.

## Paarungsverhalten
Silberrücken leben in Polygynie und scharen einen Harem möglichst vieler Weibchen um sich. In der Regel hat nur der dominante Silberrücken das Recht auf Fortpflanzung, jedoch gibt es Ausnahmen. Weibchen paaren sich ohne Wissen und Zustimmung des Anführers gelegentlich auch mit rangniedrigeren Männchen – womöglich eine Strategie, um die Tötung ihrer Kinder im Falle der Übernahme der Gruppe durch eines dieser Männchen zu verhindern. Aber auch die Gewährung einer „Erlaubnis“ von Seiten eines (alternden) Anführers wurde bereits mehrfach beobachtet: Indem er einem (jüngeren) Rivalen sexuelle Rechte zugesteht, versichert er sich dessen Kooperation beim Schutz der Gruppe und unterbindet damit die Gefahr, die Führung der Gruppe an ihn abgeben zu müssen. DNA-Analysen bei Berggorillas haben ergeben, dass etwa 15 % der Nachkommen nicht vom dominanten Silberrücken gezeugt wurden.
Die Initiative zur Paarung geht fast immer von den Weibchen aus, die nur innerhalb von drei Tagen während ihres monatlichen Zyklus empfängnisbereit sind. Sie signalisieren ihre Bereitschaft durch Annäherung, Körperhaltung und länger andauernden Blickkontakt mit dem Männchen. Im Fall beidseitigen Einvernehmens erfolgen meist mehrere Paarungen im Abstand von wenigen Stunden, um eine Empfängnis sicherzustellen.
Wird eine Gruppe von einem neuen Anführer übernommen, tötet dieser manchmal die Säuglinge seines Vorgängers (siehe Infantizid), um sich mit den nun neuerlich empfängnisbereiten Müttern erfolgreich paaren zu können. Dieses Verhalten wurde außer bei den Berggorillas, wo es verhältnismäßig häufig zu sein scheint, mittlerweile (2004) auch bei den Östlichen Flachlandgorillas beobachtet.
In rein männlichen, d. h. Junggesellen-Gruppen wurden gelegentlich auch homosexuelle Paarungen beobachtet. Die „passiven“ Gorillas waren dabei stets jünger als ihre „aktiven“ Partner. Die Forschung erklärt diese sexuellen Interaktionen mit der Nichtverfügbarkeit von Weibchen in Kombination mit der überschüssig vorhandenen sexuellen Energie der Männchen.

## Soziales Verhalten
Ihren Jungtieren gegenüber verhalten sich Silberrücken oft indifferent, gelegentlich weisen sie diese auch recht derb in die Schranken. Ist deren Mutter jedoch verstorben, erlauben sie den Halbwaisen mehr Nähe und Zuneigung als üblich, z. B. indem sie ihre Schlafnester mit ihnen teilen und durch ihre Körperwärme den nötigen Schutz vor nächtlicher Kälte gewährleisten.
Im Falle einer Bedrohung beziehen sie zwischen dem Angreifer und ihrer Familie Stellung und versuchen ihn durch eine Sequenz von Drohgebärden zu vertreiben. Dazu zählen die Zurschaustellung ihrer körperlichen Kräfte (wobei sie sich dem potenziellen Angreifer von der Seite zeigen), das Fletschen der Zähne, der starrende Blick, laute Schreie und Trommeln auf die Brust, das Abbrechen und Herumschleudern von Zweigen und schließlich ein – meist vorgetäuschter – Angriff. Außerdem erzeugen sie mithilfe von Drüsen in ihren Achselhöhlen einen besonders intensiven Geruch, der Erregung und Bereitschaft zur Aggression signalisiert. Mit rivalisierenden Silberrücken kommt es beim Misserfolg dieser Strategie der Einschüchterung jedoch gelegentlich zu echten Kämpfen, die auch tödlich verlaufen können.

## Begriffliche Abgrenzung
Geschlechtsreife männliche Gorillas bis zum Alter von etwa zwölf Jahren werden Schwarzrücken genannt, weil ihr Fell noch nicht die charakteristische Färbung eines Silberrückens aufweist. Sie tragen dennoch zum Schutz ihrer Familie bei, indem sie deren Oberhaupt in seinen Aufgaben unterstützen.
Gelegentlich wird auch die Bezeichnung „Graurücken“ verwendet, der korrekte Name für erwachsene männliche Tiere ist jedoch Silberrücken. Hier liegt eventuell eine Verwechslung mit dem „Grauergorilla“ (Gorilla beringei graueri) vor, dem östlichen Flachlandgorilla.

## Medien
Der Berggorilla Titus (1974–2009) wurde seit seiner Geburt ständig beobachtet – unter anderem auch von Dian Fossey – und zählt somit zu jenen wild lebenden Gorillas, die am eingehendsten wissenschaftlich studiert wurden. Die BBC widmete ihm im Jahr 2008 die Dokumentation Titus: The Gorilla King.

## Bekannte Silberrücken
Berggorillas (in der Wildnis)
- Digit
- Titus
- Senkwekwe

Flachlandgorillas (in Gefangenschaft)
- Ambam
- Bokito
- Floquet de Neu
- Harambe
- Massa, 1975–2020 (Zoo Krefeld)
- Matze
- Fritz, 1963–2018 (Tiergarten Nürnberg#Primaten)

## Galerie

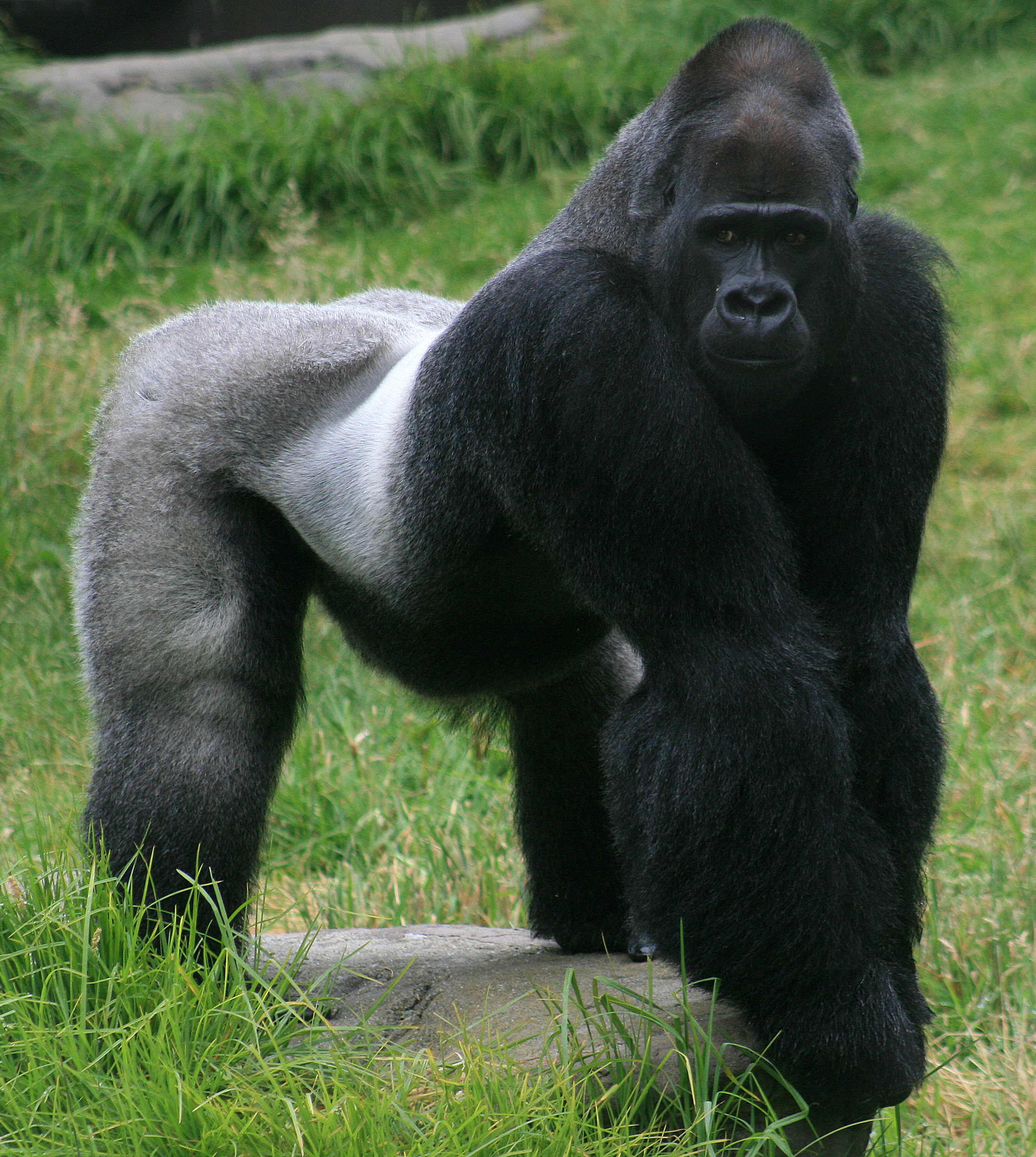
Flachlandgorilla
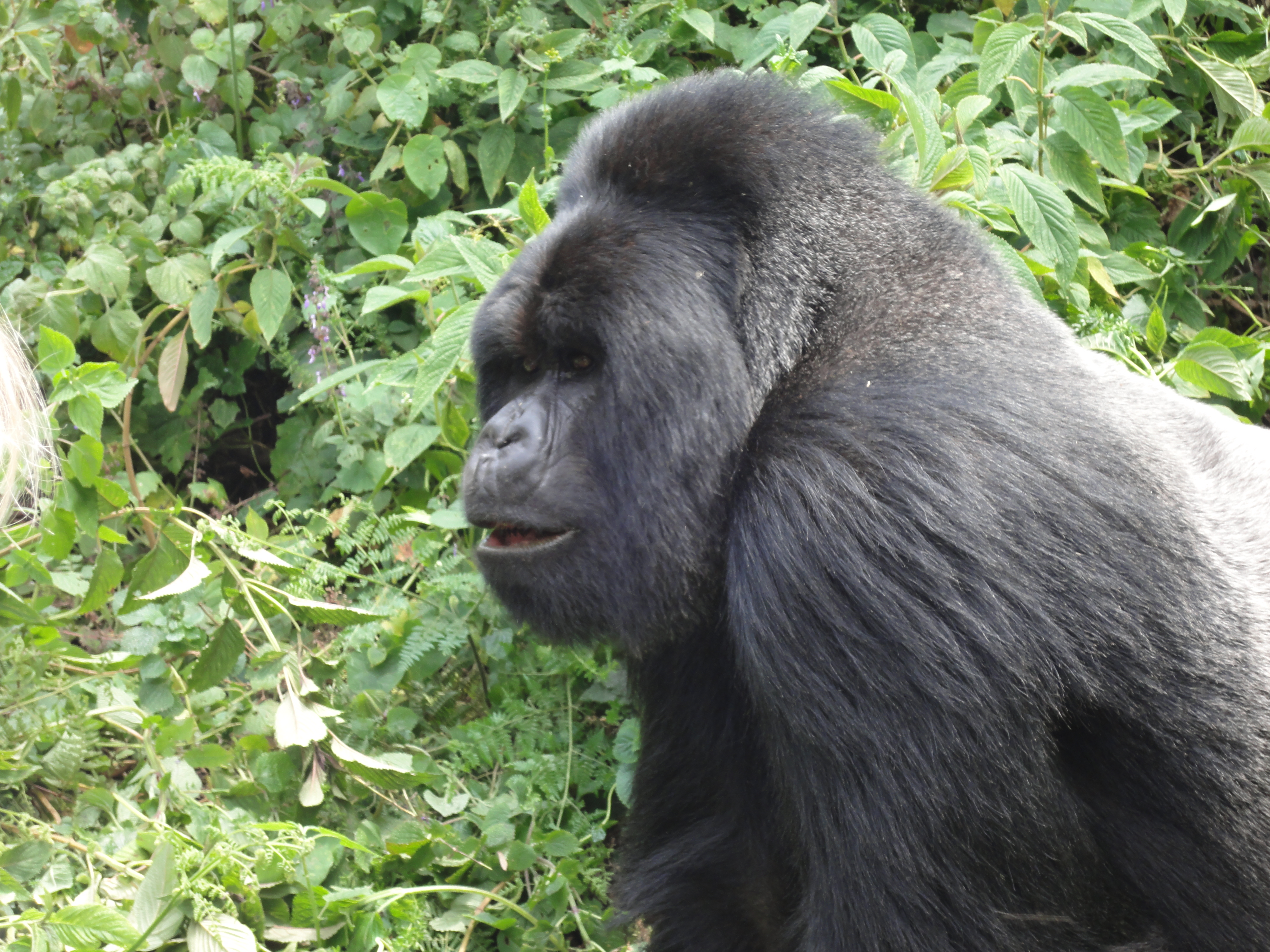
Berggorilla